# Airbus Helicopters H225
L'Airbus Helicopters H225 (anteriorment Eurocopter EC225 Super Puma) és un helicòpter de transport de passatgers de llarg abast desenvolupat per Eurocopter com a nova generació de la família Super Puma. Es tracta d'un helicòpter bimotor que pot portar fins a 24 passatgers juntament amb dos pilots i un tripulant de cabina, segona la configuració que esculli el client. L'helicòpter es comercialitza per a suport d'estructures situades al mar, transport de passatgers i serveis públics.
L'EC225, orientat al mercat civil, té un equivalent militar, que inicialment s'anomenava Eurocopter EC725 i que el 2015 fou reanomenat a H225M. El 2015, fou formalment reanomenat H225, conformement amb la reconstrucció de marca de Eurocopter a Airbus.